# Рамберт, Себастьян
Себастья́н Паскуа́ль Рамбе́рт (исп. Sebastián Pascuál Rambert; 30 января 1974, Берналь, провинция Буэнос-Айрес, Аргентина) — аргентинский футболист, нападающий.

## Карьера
Себастьян начал свою карьеру, выступая за молодёжный клуб «Индепендьенте», где в 1991 году был замечен и приглашён в основной состав. После нескольких сезонов в «Индепендьенте», Себастьян получил приглашение в сборную. В 1995 году на Панамериканских играх, проходивших в Мар-дель-Плате, завоевал золотую медаль.
В том же 1995 году Рамберт вместе с коллегой по сборной Хавьером Санетти перешёл в миланский «Интернационале», но успехом в клубе, как его соотечественник, он не пользовался. Закрепиться в основном составе у него не получилось. Весь сезон в Серии А Себастьян провёл на скамейке запасных, так и не сыграв в чемпионате ни одного матча за клуб. За год карьеры в Италии Рамберт провёл лишь несколько матчей за «Интернационале»: в Кубке УЕФА на стадии 1/32 финала против швейцарского «Лугано», (по сумме двух встреч «Интернационале» уступил «Лугано» со счётом 1:2) и в Кубке Италии против «Фиоренцуолы»
В следующем сезоне он принял решение переехать в Испанию и стал выступать за клуб «Реал Сарагоса», за который отыграл один год. По окончании сезона Себастьян подписал контракт с аргентинским клубом «Бока Хуниорс». После довольно удачного сезона Рамберту пришло предложение от «Ривер Плейта», за который он играл три сезона. В 2000 году он вернулся в «Индепендьенте». Редко выходя на поле, Рамберт решил второй раз попытать счастье в Европе, подписав контракт с греческим «Ираклисом». В 2002 году Себастьян вернулся в Аргентину и стал выступать за «Арсенал» из Саранди, где он и закончил карьеру игрока в 2003 году.
Рамберт работал в качестве помощника главного тренера мексиканского клуба «Америка» в 2008—2009 годах. Но после серии неудачных результатов в 2009 году Рамберт и главный тренер «Америки» Диас Рамон были уволены.

## Достижения

### Командные
«Индепендьенте»
- Чемпион Аргентины: 1994 (Клаусура)
- Обладатель Рекопы Южной Америки: 1994
- Обладатель Суперкубка Либертадорес: 1994

«Ривер Плейт»
- Чемпион Аргентины: 1997 (К), 1998 (А) 1999 (А), 2000 (К)
- Обладатель Суперкубка Либертадорес: 1997
- Обладатель Рекопы Южной Америки: 1997

Сборная Аргентины
- Победитель Панамериканских игр: 1995
- Финалист Кубка Короля Фахда: 1995

## Прозвище
Своё прозвище «Самолёт» (исп. Avioncito) получил за отличительную манеру празднования забитого мяча.

## Личная жизнь
Себастьян является потомком французских иммигрантов, его отец Анхель Рамберт начал свою футбольную карьеру в Аргентине, выступая за «Ланус». После переезда в Европу он отыграл 10 лет за французский «Лион». После получения двойного гражданства, сыграл несколько матчей за сборную Франции.